# Bejvalek se nezbavíš
Bejvalek se nezbavíš (orig. Ghosts of Girlfriends Past) je americká romantická komedie z roku 2009, jejíž zápletka je založena na knize Charlese Dickense Vánoční koleda. Film se ale odehrává den před svatbou a v den svatby, na rozdíl od knihy, která se odehrává o Vánocích. Tři duchové ale mají podobný vzhled jako duchové z knihy.

## Příběh
Hlavním hrdinou je Connor Mead, sukničkář s odporem k manželství a úspěšný fotograf, který právě přijíždí do rodinného sídla na svatbu svého mladšího bratra Paula. Ten si bere svou dlouholetou přítelkyni Sandru. Connor na svatbě potká svou dávnou lásku Jenny a stihne urazit většinu svatebních hostů svými názory na romantiku, lásku a svatby. Je přesvědčen, že Paul dělá chybu, když se žení.
Večer jde Connor na toaletu, kde potká ducha svého mrtvého strýčka Waynea Meada, také sukničkáře a svého mentora. Ten Connorovi řekne, že během noci ho navštíví tři duchové, kteří mu ukážou něco o jeho osobnosti. Krátce nato jde Connor do své ložnice, kde na něj má čekat jedna z družiček, ale on tam najde ducha bývalých milenek, který se mu zjevuje jako jeho milenka ze střední školy Allison. Společně se vrátí do minulosti, aby se podívali na Connorovy dřívější vztahy, především na jeho dětské přátelství a eventuální vztah s Jenny. Během středoškolského plesu Connor váhal a nepolíbil Jenny a ta šla raději tancovat se starším klukem. Zklamaný Connor opustil ples a potkal svého strýce Waynea, který ho zasvětil do umění svádění. Connor a Jenny se po letech znovu potkali a začali spolu chodit a vyspali se spolu. Connor se ale potom lekl a utekl zatímco Jenny spala. Poté, co je Connor proveden svými mnohými poměry, co měl v dalších letech, objeví se znovu v přítomnosti.
Connor se potom pohádá s hosty, omylem zničí svatební dort a neúspěšně se pokusí usmířit s Jenny. Vztekle pak odchází z domu a nejde ducha současných milenek ve formě své asistentky Melanie přesto nebo právě proto, že s ní nikdy nespal. Ta mu ukáže, jak ho nikdo z jeho okolí nemá rád, pouze Paul mluví o tom, jak se o něj bratr staral po smrti rodičů a jak doufá, že se jednou Connor změní k lepšímu. Také vidí, jak se Jenny po poznámce jedné z družiček sbližuje s Bradem, lékařem, se kterým ji chtějí seznámit Paul a Sandra. Pak ho Melanie ještě zavede za dívkami, se kterými se předtím rozešel v konferenčním hovoru.
Když se vrátí do domu, najde vzteklou a smutnou Sandru, která se kvůli němu dozvěděla o Paulově dřívějším úletu s jednou z družiček. To se odehrálo na začátku jejich vztahu, což znamená, že tehdy Paul Sandře lhal. Connorovy pokusy uklidnit situaci jsou překaženy Jenny, která stojí na Sandřině straně. Paul řekne Connorovi, aby odjel.
Connor odejde do svého auta a potká ducha budoucích milenek, která mu ukáže kostel, kde si Jenny bere Brada. Osamocený a smutný Paul sedí v zadní lavici. Po dalším posunu do budoucnosti Connor vidí starého Paula, který jde na jeho pohřeb. Je jediným truchlícím. Znovu se objeví strýček Wayne a řekne, že tohle je cesta, kterou si Connor vybral - žádné z jeho milenek nebude chybět.
Connor se probudí druhý den a zjistí, že svatba jeho bratra je zrušena. Connor rychle spěchá za odjíždějící Sandrou, aby ji přesvědčil, aby se vrátila k Paulovi. Ona souhlasí. Večer při svatební hostině má proslov, předtím je svatebním fotografem, oboje dříve odmítal dělat. Také se pokusí znovu získat Jenny, ta mu ale nevěří. On jí ukáže její fotografii, kterou vytvořil v dětství a nosí pořád u sebe. Jenny ho políbí. Film končí scénou, ve které spolu tančí na píseň, při které ji kdysi na středoškolském plese nedokázal políbit.

## Obsazení
| Matthew McConaughey | Connor Mead                                           |
| Jennifer Garnerová  | Jenny Perottiová                                      |
| Michael Douglas     | Wayne Mead                                            |
| Emma Stoneová       | Allison Vandermeersh, duch bývalých milenek           |
| Daniel Sunjata      | Brad                                                  |
| Noureen DeWulf      | Melanie, duch současných milenek, Conorova asistentka |
| Breckin Meyer       | Paul Mead                                             |
| Lacey Chabert       | Sandra Volkomová                                      |
| Anne Archer         | Vanda Volkomová                                       |
| Amanda Walsh        | Denice                                                |
| Camille Guaty       | Donna                                                 |
| Rachel Boston       | Deena                                                 |
| Robert Foster       | seržant major Mervis Volkom                           |
| Logan Miller        | Connor Mead, teeanger                                 |
| Christa B. Allen    | Jenny Perottiová, teenager                            |
| Kasey Russell       | Jenny Perottiová, dítě                                |
| Devin Brochu        | Connor Mead, dítě                                     |
| Albert M. Chan      | Sam                                                   |
| Christina Milian    | Keelia                                                |
| Olga Maliouk        | duch budoucích milenek                                |
| Timothy Alexson     | barman                                                |

## Výroba
Film měla původně vyrábět Touchstone Pictures a hlavní postavu měl hrát Ben Affleck. Natáčení mělo začít na podzim 2003, ale problémy s rozpočtem a propad filmu Láska s rizikem rozhodly o zrušení projektu měsíc před začátkem natáčení. Když byl projekt obnoven, hlavní ženskou roli získala Affleckova manželka Jennifer Garnerová. Film byl převážně natáčen v Ipswich v Massachusetts.